# Pero dunca
Pero dunca là một loài bướm đêm trong họ Geometridae.